# Jacques Robert (réalisateur)
Pour les articles homonymes, voir Jacques Robert et Robert.
Gustave Jacques Robert Kneubuhler dit Jacques Robert, né le 19 octobre 1895 dans le 17e arrondissement de Paris et mort le 16 janvier 1928 à Viroflay,, est un acteur, réalisateur et producteur français du cinéma muet.

## Biographie
Fils d'un photographe parisien originaire de Berne, Jacques Robert apparait pour la première fois à l'écran en 1914 dans Le Comte de Monte-Cristo, film en 8 époques de Henri Pouctal où il interprète à 19 ans le rôle d'Albert de Morcerf. À partir de 1921, il devient metteur en scène et réalise sept films jusqu'en 1926, deux ans à peine avant son décès.
Mort prématurément à l'âge de 32 ans, Jacques Robert était marié depuis mars 1924 avec Louise Bazile-Guesde, fille du journaliste et homme politique Jules Guesde. Louise Guesde était la mère de l'actrice Lilian Constantini que l'on retrouve au générique de la plupart des films de Jacques Robert.

## Filmographie
Acteur
- 1914-1917 : Le Comte de Monte-Cristo, film en 8 époques de 15 épisodes d'Henri Pouctal : Albert de Morcerf
- 1917 : L'Âme de Pierre, film de Charles Burguet : Jacques
- 1918 : La Course du flambeau, film de Charles Burguet : Didier Maravon
- 1919 : Les Fils de la nuit, film en 12 épisodes de Gérard Bourgeois : Fabien de Coucy
- 1920 : Au Travail / Travail, film en 7 chapitres d'Henri Pouctal : Nanet
- 1920 : La Force de la vie, film de René Leprince
- 1920 : Narayana, film de Léon Poirier
- 1921 : L'Essor, film en 10 épisodes de Charles Burguet
- 1921 : L'Ombre déchirée, film de Léon Poirier : Lucien Arnault

Réalisateur
- 1921 : La Vivante épingle, d'après le roman de Jean-Joseph Renaud[8]
- 1922 : La Bouquetière des Innocents, d'après le drame d'Anicet Bourgeois et Ferdinand Dugué[9]
- 1923 : Le Cousin Pons, d'après le roman d'Honoré de Balzac
- 1925 : Naples au baiser de feu, d'après le roman d'Auguste Bailly, co-réalisé avec Serge Nadejdine
- 1926 : Rapa Nui, d'après le roman d'André Armandy avec l'actrice Lilian Constantini[10]. Projet inabouti repris par Mario Bonnard en 1928.
- 1927 : En plongée / Fragments d'épaves, d'après un recueil de nouvelles de Bernard Frank[11]

Producteur et réalisateur
- 1925 : Le Comte Kostia, d'après le roman de Victor Cherbuliez[12]
- 1926 : La Chèvre aux pieds d'or, d'après le roman de Charles-Henry Hirsch[13]